# Власенко, Лев Николаевич
Лев Никола́евич Вла́сенко (1928—1996) — советский и российский пианист, педагог. Народный артист СССР (1991).

## Биография
Лев Власенко родился 24 декабря 1928 года в Тифлисе (ныне Тбилиси), в семье Николая Аполлоновича Власенко и Веры Соломоновны Бендицкой.
Музыкальное развитие получил сначала у матери, выпускницы Тбилисской консерватории, затем у А. Д. Вирсаладзе, в группе для одарённых детей при Тбилисской консерватории.
Десятилетним дебютировал в Тбилисском театре оперы и балета им. З. Палиашвили, исполнив Первый концерт для фортепиано с оркестром Л. ван Бетховена.
В 1953 году окончил Московскую консерваторию им. П. И. Чайковского по классу фортепиано у Я. В. Флиера, в 1958 — под его же руководством аспирантуру. Одновременно учился на вечернем отделении Московского института иностранных языков, который окончил в 1954 году. Свободно владел английским, французским, итальянским языками. Прошёл службу в Советской армии.
Талант пианиста проявился в его блестящих выступлениях на международных конкурсах. В 1956 году пианист победил на Международном конкурсе имени Ф. Листа в Будапеште, а через два года стал лауреатом I-го Международного конкурса имени П. И. Чайковского в Москве, уступив 1-ю премию лишь В. Клиберну.
В 1958 году начал карьеру концертирующего пианиста. Много играл в России и за рубежом. В его репертуаре — сочинения Листа, Бетховена, Рахманинова, Скарлатти, Моцарта, Шопена, Чайковского, Скрябина, Брамса, Дебюсси, Прокофьева, Шостаковича и других.
С 1952 года преподавал фортепиано в Московском хоровом училище (ныне Академия хорового искусства имени В. С. Попова), затем в Музыкальном училище имени Гнесиных (ныне Колледж имени Гнесиных). 39 лет (с 1957 года) преподавал в Московской консерватории, пройдя путь от ассистента профессора Я. В. Флиера до заведующего кафедрой (с 1965 — доцент, с 1976 — профессор). С начала 1990-х годов — профессор Индианского университета в Блумингтоне и New England School of Music в Бостоне (оба в США).
Многие его ученики стали победителями и лауреатами международных конкурсов и ведущими преподавателями консерваторий России, бывших советских республик, а также зарубежных стран. Среди его учеников — ряд известных пианистов, в том числе М. Плетнёв, Н. Сук, Т. Бикис,  Ж. Аубакирова, К. Рандалу, Р. Шерешевская, В. Козлов, И. Яврян, К. Оганян, В. Дайч, М. Гулиев, Ю. Дварионас, С. Закарян, Н. Зайцева, Борис Петров, Н. Власенко, О. Степанов, А. Струков, В. Шестопал, Д. Григорцевич, Д. Гиффорд и др.
Был членом жюри многих престижных международных конкурсов в Сантандера Паломы О'Ши, Сиднее, Токио, Монреале, Афинах, Больцано, Варшаве (имени Ф. Шопена), Будапеште (имени Ф. Листа). В 1994 году — председатель жюри Х Международного конкурса имени П. И. Чайковского. Возглавлял ассоциацию лауреатов конкурса П. И. Чайковского, затем и «EPTA — RUSSIA» — российского отделения Европейской Ассоциации педагогов фортепиано. Многолетний член правления Центрального дома работников искусств.

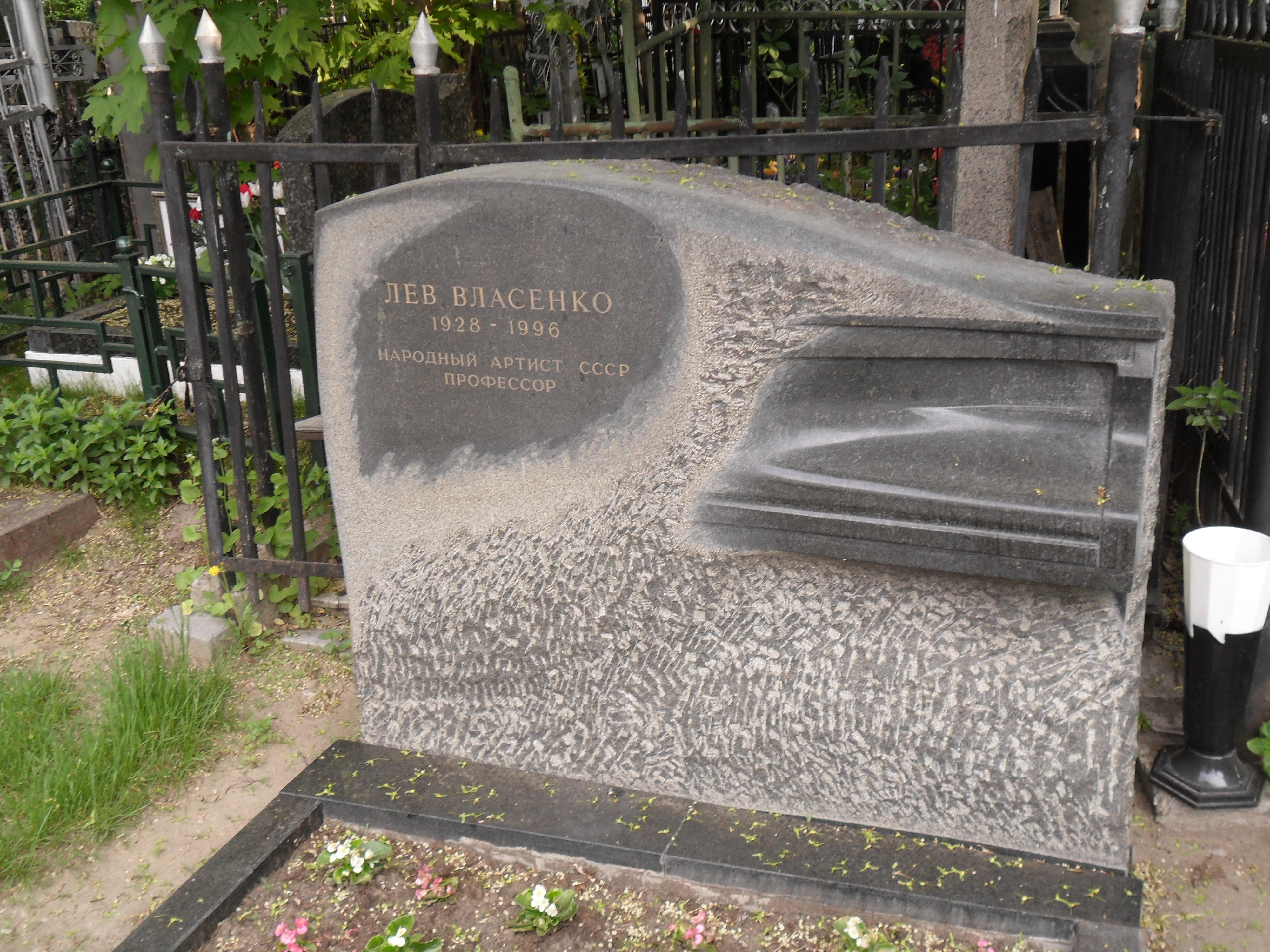
Могила Власенко на Ваганьковском кладбище.

Много выступал на телевидении и радио. Записал 22 грампластинки. Выпущено 11 компакт-дисков с его записями (в том числе один в Германии).
Основал детский конкурс имени П. И. Чайковского.
Последние два года жил в Брисбене (Австралия), где преподавал в Квинслендской консерватории при Гриффитском университете. В 1996 году Гриффитский университет присвоил ему звание Доктора в знак признания его большого вклада в дело развития фортепианной школы Австралии.
Лев Николаевич Власенко умер 24 августа 1996 года в Брисбене. Урна с прахом захоронена на Ваганьковском кладбище Москвы.

### Семья
- Жена — Микаэлла Яковлевна Крутацовская, лингвист, преподаватель английского языка.
- Старшая дочь — Ирина Львовна Власенко (род. 1952), лингвист, преподаватель французского языка Филологического факультета Российского Университета Дружбы Народов.
- Младшая дочь — Наталья Львовна Власенко (род. 1956), пианистка, педагог. В настоящее время живёт в Австралии, сочетая концертную деятельность с преподаванием в Квинслендской консерватории при Гриффитском университете в Брисбене, где возглавляет фортепианный факультет.
- Дядя — Семён Соломонович Бендицкий (1908 —1993), пианист, педагог, профессор Саратовской консерватории им. Л. В. Собинова.
- Дядя — Александр Соломонович Бендицкий (1917— 2006), виолончелист, профессор Музыкально-педагогического института имени Гнесиных, заслуженный работник культуры РСФСР.
- Двоюродный брат — Натан Семенович Бендицкий (1948 — 2014), российский пианист и музыкальный педагог. Профессор Саратовской государственной консерватории им. Л. В. Собинова, заслуженный артист Российской Федерации (1999).

## Несколько высказываний о Льве Власенко
Генрих Нейгауз:
«Это умный и талантливый музыкант. И это особенно проявилось в исполнении сонаты Листа, которая вышла удивительно цельной. Мы не часто слышим её в таком симфоническом исполнении при техническом совершенстве».
Святослав Рихтер:
«Л. Власенко — большой артист, он порадовал превосходным исполнением си минорной сонаты Листа, произведения, предельно сложного и по глубине замысла, и по технике. Великолепное чувство формы и стиля столь разных сочинений, как соната Листа, прелюдии и фуга ре минор Д. Шостаковича…»
Эмиль Гилельс:
«…ясность исполнительской концепции, широта дыхания, искренность и прочувствованность».
Яков Флиер:
«Его неподдельный темперамент и виртуозный размах всегда направлены к благородной цели раскрытия внутреннего смысла произведения. Удивительное чувство формы, в сочетании с большой глубиной и искренностью, является главным в художественном облике Власенко».
Иван Козловский:
«…многогранный музыкант, передающий глубинные мысли, настроение так, что они служат и очищению, и обогащению души».
Иннокентий Смоктуновский:
«Лев Власенко — это удивительная человеческая индивидуальность, прекрасная, высокая, творческая натура, замечательный музыкант, пианист со своей особой, только ему присущей манерой исполнения строгого, но вместе с тем броского, глубокого…»

## Интересные факты
Существует легенда, что на I-м Международном конкурсе им. П. И. Чайковского в 1958 году С. Рихтер (член жюри конкурса) ставил всем участникам кроме В. Клиберна нули. В действительности С. Рихтер поставил В. Клиберну 25, Власенко 24, Лю Ши Куню 23 балла, остальным — низкие баллы, но не нули. (Листы голосований на конкурсах Чайковского хранятся в Музее музыкальной культуры им. М. И. Глинки).

## Награды и звания
- 1-я премия Международного конкурса имени Ф. Листа в Будапеште (1956)
- 2-я премия I-го Международном конкурсе имени П. И. Чайковского в Москве (1958)
- Заслуженный деятель искусств Удмуртской АССР (1965)
- Заслуженный артист РСФСР (14.10.1966)[2]
- Народный артист РСФСР (15.04.1981)[3][4][5]
- Народный артист СССР (20.12.1991).

## Память
- В 1999 году в Брисбене был учреждён самый крупный в Австралии национальный конкурс пианистов им. Льва Власенко в память о всемирно известном исполнителе и педагоге (Lev Vlassenko Piano Competition).
- Московская музыкальная школа № 73 носит имя музыканта.
- Ежегодно в Москве проходит «Открытый конкурс юных пианистов имени Л. Н. Власенко».
- В 2002 году в издательстве «Композитор» вышла книга «Лев Власенко. Статьи, воспоминания, интервью», в 2013 году в издательстве «Музыка» — книга «Лев Власенко. Грани личности».